# Open Graph protokol
Open Graph protokol (engl. Open Graph protocol) je set instrukcija čija je namena da naglasi i kontroliše prikaz isečka veb sajta uz pomoć meta elemenata (naslov, opis, URL i slika), a koji se deli putem društvene mreže Facebook. Na primer, ako nemate Open Graph meta tagove na stranici, Facebook će obično izabrati nasumičnu sliku na stranici da predstavljaju sadržaj stranice; sa oznakama, možete da odredite koja slika tačno treba da se prikazuje kada neko deli tu određenu stranicu.

## Upoznavanje
Open Graph protokol omogućava bilo kojoj web stranicu da postane bogat objekat u socijalnom grafu. Na primer, ovo se koristi na Facebook-u da dozvoli bilo kojoj stranici da imaju istu funkcionalnost kao i bilo koji drugi objekat na Facebook-u.
Iako mnogo različitih tehnologija i šeme postoje i mogu se kombinovati zajedno, ne postoji ni jedana tehnologija koja pruža dovoljno informacija da bogato predstavljaju bilo koju web stranicu u okviru socijalnog grafa. Open Graph protokol zasniva na ovim postojećim tehnologija i daje programerima jednu stvar da implementiraju. Jednostavnost programiranja je ključna cilj Open Graph protokola koji je informisao mnoge odluke tehničkog dizajna.

## Kako radi
Integrisanje sa Open Graph počinje sa aplikacijom. Facebook nudi SDK za iOS, Android, Java i PHP. Aplikacije treba da koriste Facebook login, koji omogućava korisnicima da se prijavite u aplikaciju koristeći svoj Facebook nalog. Kada postoji odnos između vaše aplikacije, Facebook i osobe, možete da zamolite osobu da objavi priče iz aplikacije.
Možete koristiti Facebook Object API za kreiranje objekata koji se nalaze na serverima Facebook-a. Ovi objekti mogu biti privatni pojedinačnim korisnicima ili globalni u kontekstu aplikacije.
Ako nema zajedničkog delovanja na raspolaganju da zadovolji vaše potrebe, možete da kreirate sopstveni prilagođeni tip akcije. Na primer, ako pravite aplikaciju za praćenje penjanja možda ćete želeti da napravite akciju "penjanje" gde je objekat planina. U tom slučaju priča može da sadrži sliku i geografski položaj planine.

## Facebook Platforma
Open Graph protokol je sastavni deo Facebook platforme više o njoj u dodatnom članku.

## Privatnost
Akcije prate model osobe, koristeći aplikaciju privatnosti. Ljudi mogu da odluče sa kim dele informacije, od mogućnosti imaju na raspolaganju 'Svi' ili 'Prijatelji' ili da drže privatno samo za sebe. Kada konfigurišete svoju akciju, vi odredite podrazumevani nivo privatnosti. Ljudi koji koriste aplikaciju mogu da odaberu da zamenite taj podrazumevani nivo privatnosti sa bilo kog nivoa privatnosti koji je više ograničena. Osoba ne može da izabere nivo privatnosti koji je otvoreniji, što bi moglo biti važno ako ste napravili aplikaciju gde vam je potrebno da se osigura minimalni nivo privatnosti.

## Implementacija
Open source zajednica je razvila niz alata i to:
- Facebook Object Debugger - Facebookov zvanični analizator i ispravljač neispravnosti.
- Google Rich Snippets Testing Tool - Open Graph protocol podrška za pretragu.
- OpenGraph.in - Servis koji analizira Open Graph protokol izlaze za HTML i JSON.
- PHP Validator and Markup Generator - Validator ulaza i označavanje generatora u PHP5 objektima.
- PHP Consumer - Mala biblioteka za pristup Open Graph protokolu podataka u PHP.
- OpenGraphNode for PHP - Jednostavan analizator za PHP.
- PyOpenGraph - Biblioteka napisana u Pithon-u za parsiranje Open Graph protokol informacija sa web sajtova.
- OpenGraph Ruby - Ruby Gem which parses web pages and extracts Open Graph protocol markup.
- OpenGraph for Javu - Mala Java klasa se koristi za predstavljanje Open Graph protokola.
- RDF::RDFa::Parser - Perl RDFa analizator koji razume Open Graph protokol.
- WordPress plugin - Zvanični Fejsbukov WordPress plugin za implementaciju meta tagova na WordPress sajtove.

## Sintaksa
Sve oznake trebaju biti u head tagu na vašoj stranici i u sledećem formatu :
```
<
meta
 
property
=
"[Osobina]"
 
content
=
"[Vrednost]"
/>

```

## Grafikon pretraga
Grafikon Facebook pretraga (енгл. Graph Serach) omogućava korisnicima da pretražuju u okviru svoje mreže prijatelja odgovore na prirodam jezički način, kao što je na primer pitanje: "Mesta koja su posetili moju prijatelji" i dobijaju direktne odgovore.
Graph Search je nova pretraga u okvriru Facebooka. Ona omogućava da pretražujete sve ono što ste ikada uradili na ovoj društvenoj mreži, sve što su vaši prijatelji uradili i sve što su prijatelji vaših prijatelja uradili. Naravno, sve pod uslovom da je sadržaj koji se prikazuje dostupan vama, tj. zavisno od podešavanja privatnosti za svaku pojedinačnu stvar na Facebooku.
To znači da možete pretraživati statuse, linkove, lajkove, grupe, fotografije, video kliove, događaje, mesta koja ste posećivali, prijatelje i načine na koje je sve to povezano. Fokus je na ljudima, slikama, mestima i interesovanjima, ali će „na tapetu” biti i brendovi, grupe, video klipovi, događaji i sve drugo.
Facebook Graph Search razume prirodni jezik, pa umesto suvoparnih upita možete da kucate stvari poput friend who likes games ili friends who like snowboarding.
Društvena mreža je jedan veliki „grafikon”, tj. sve veze vas i vaših prijatelja na sajtu su deo impresivne baze poznatije kao social graph. Dok ste do sada koristili Bing za očajnu pretragu Facebooka, sada ćete biti u stanju da iskopate onaj meme ili onaj status koji ste zaboravili i želeli ponovo da vidite, a koji je već mnogo meseci ranije „pao u zaborav” beskrajnog Facebookovog feeda sadržaja.

## Osobine
| Osobina        | Opis                                             | Dozvoljene vrednosti         | Primer                               | Zavisnost                        | Napomena                                      |
| -------------- | ------------------------------------------------ | ---------------------------- | ------------------------------------ | -------------------------------- | --------------------------------------------- |
| og:title       |                                                  | Bilo koji tekst              | The Rock                             | required                         | Nakon 50 lajkova naslov postaje nepromenjiv.  |
| og:type        |                                                  | Vrste                        |                                      | required                         | Nakon 10.000 lajkova tip postaje nepromenjiv. |
| og:url         | URL tekuće stranice                              | Bilo koji URL                | http://www.imdb.com/title/tt0117500/ | required                         |                                               |
| og:image       | Slika za povezivanje sa sadržajem stranice       | Bilo koji URL                | http://ia.media-imdb.com/rock.jpg    | required                         |                                               |
| og:site_name   | Čitljiv naziv stranice                           | Bilo koji tekst              | IMDb                                 | required                         |                                               |
| fb:admins      | Korisnici koji imaju admin pristup               | zarezom odvojeni facebook id | 45234,95424                          | required if no fb:app_id defined |                                               |
| fb:app_id      | Facebook ID za aplikaciju koja poseduje stranicu | ID Facebook aplikacije       | 118381521562237                      | required if no fb:admins defined |                                               |
| og:description | Opis stranice                                    | Bilo koji tekst              |                                      |                                  |                                               |

## Tipovi
Lista mogučih vrednosti za og:type

### Aktivnosti
- activity
- sport

### Posao
- bar
- company
- cafe
- hotel
- restaurant

### Grupe
- cause
- sports_league
- sports_team

### Organizacije
- band
- government
- non_profit

- school
- university

### Ljudi
- actor
- athlete
- author
- director
- musician
- politician
- profile
- public_figure

### Mesta
- city
- country
- landmark
- state_province

### Proizvodi i zabava
- album
- book
- drink
- food
- game
- movie
- product
- song
- tv_show

## Spoljašnje veze
- The Open Graph protocol official
- Facebook Developer Wiki
- Forum diskusije
- Šta je OGP

## Literatura
- The Open Graph protocol official
- Facebook Developer Wiki
- Forum diskusije
- Open Graph Protocol-eng
- Facebook_Platform-eng
- Facebook